# Shimizu S-Pulse
El Shimizu S-Pulse és un club de futbol japonès de la ciutat de Shizuoka.

## Història
El club va ser fundat el 4 de febrer de 1991 i jugà el seu primer partit el 4 de juliol de 1992 davant el Gamba Osaka.

## Palmarès
- J. League (Segona fase):
  - 1999
- Copa J. League:
  - 1996
- Copa de l'Emperador:
  - 2001
- Supercopa japonesa de futbol:
  - 2001, 2002
- Recopa asiàtica de futbol:
  - 2000

## Futbolistes destacats

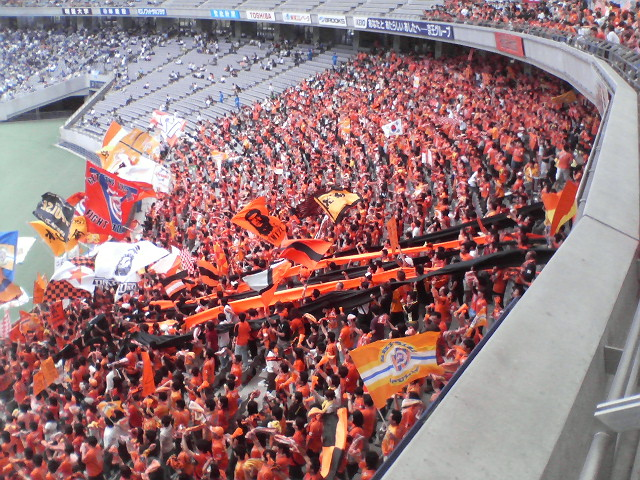
Seguidors del S-Pulse davant el FC Tokyo, setembre 2007.

- Alex
- Jungo Fujimoto
- Kenta Hasegawa
- Takumi Horiike
- Teruyoshi Ito
- Hideaki Kitajima
- Takaya Kurokawa
- Yoshika Matsubara
- Ryuzo Morioka
- Katsumi Oenoki
- Shinji Ono
- Shinji Okazaki
- Toshihide Saito
- Masaaki Sawanobori
- Hiroyuki Shirai
- Naohiro Takahara
- Kazuaki Tasaka
- Kazuyuki Toda
- Ahn Jung-Hwan
- Cho Jae-Jin
- Choi Tae-Uk
- Alex Brosque
- Araújo
- Djalminha
- Ronaldão
- Santos
- Toninho
- Igor Cvitanović
- Daniele Massaro
- Fredrik Ljungberg

## Entrenadors

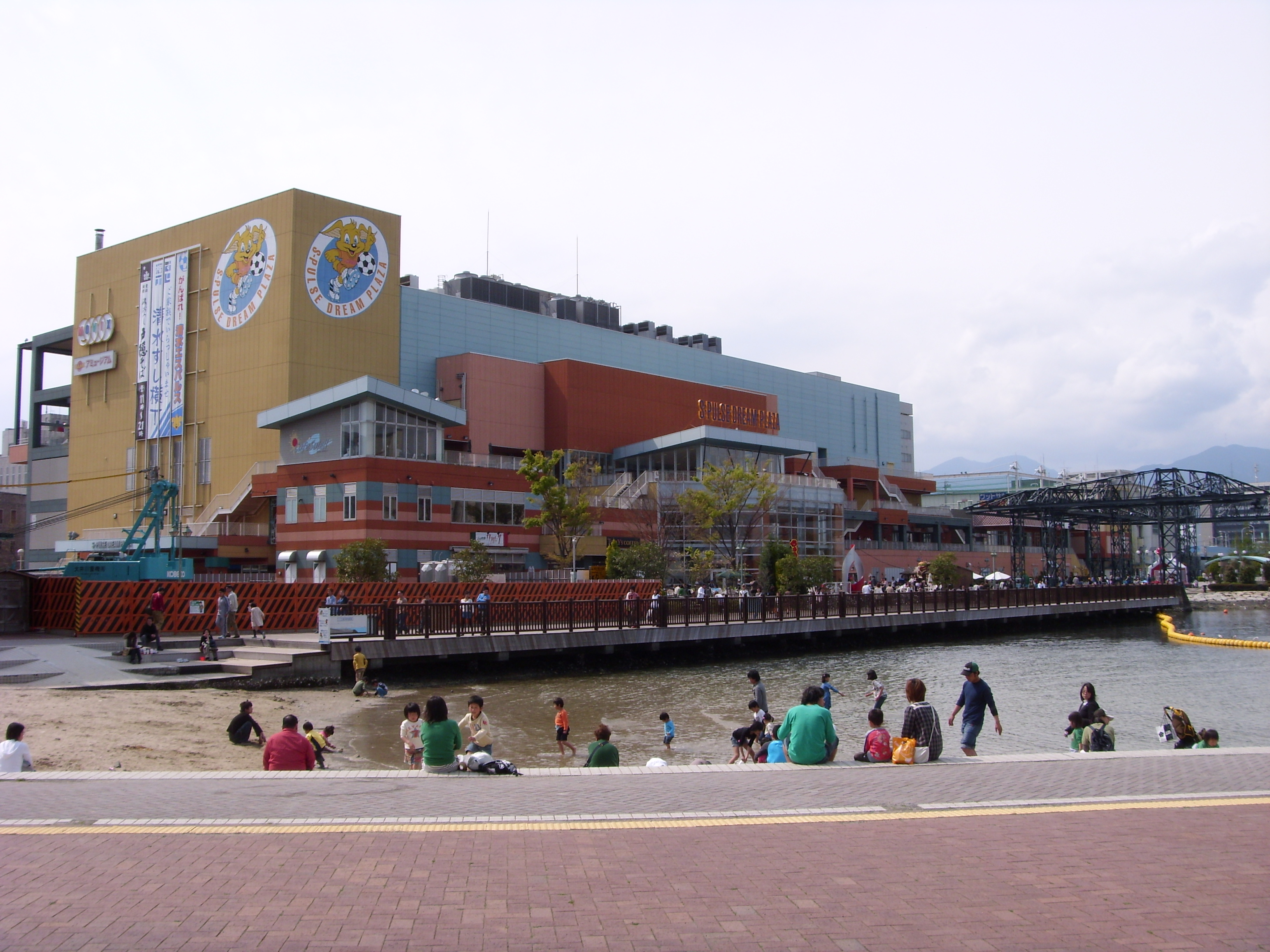
S-Pulse Dream plaza.

| Entrenador         | Nac.       | Anys      |
| ------------------ | ---------- | --------- |
| Émerson Leão       | Brasil     | 1992–1994 |
| Rivelino           | Brasil     | 1994      |
| Masakatsu Miyamoto | Japó       | 1995      |
| Osvaldo Ardiles    | Argentina  | 1996–1998 |
| Steve Perryman     | Anglaterra | 1998–2000 |
| Zdravko Zemunović  | Sèrbia     | 2000–2002 |
| Takeshi Ohki       | Japó       | 2003      |
| Kouji Gyoutoku     | Japó       | 2003      |
| Antoninho          | Brasil     | 2004      |
| Nobuhiro Ishizaki  | Japó       | 2004      |
| Kenta Hasegawa     | Japó       | 2005-2010 |
| Afshin Ghotbi      | Iran       | 2011-2014 |
| Katsumi Oenoki     | Japó       | 2014-2015 |
| Kazuaki Tasaka     | Japó       | 2015-     |